# Ню Девы
Ню Де́вы (лат. ν Virginis), 3 Девы (лат. 3 Virginis), HD 102212 — двойная звезда в созвездии Девы на расстоянии приблизительно 330 световых лет (около 102 парсек) от Солнца. Звёздная величина диапазона Hp звезды — от +4,16m до +4,1m. Возраст звезды определён как около 104 млн лет.
Звезда видна невооружённым глазом. Благодаря расположению вблизи небесного экватора, время от времени затмевается Луной, что позволило измерить диаметр звезды методом покрытий.

## Характеристики
Главный компонент — красный гигант, пульсирующая полуправильная переменная звезда типа SRB спектрального класса M0, или M1III. Масса 1,85 ± 0,09 солнечной. Радиус 52,6−5,8
+4,2 солнечного, по другим данным 64,3 ± 3,2 R⊙. Светимость 640 ± 50 солнечной. Эффективная температура 3733 ± 39 K.
Видимый блеск меняется на 0,0125 звёздной величины. Были выделены четыре периода изменений блеска, равные 11,1, 12,3, 16,8 и 23,7 суток.
Второй компонент — коричневый карлик или планета. Он почти не вносит вклада в наблюдаемый блеск и был обнаружен спектральными методами. Масса определена неточно и при нормализации орбиты на 1 а.е. составляет от 10,7 до 60,3 масс Юпитера. 